# Kumanovo Peak
Der Kumanovo Peak (englisch; bulgarisch връх Куманово wrach Kumanowo) ist ein felsiger, teilweise unvereister und 1050 m hoher Berg an der Oskar-II.-Küste des Grahamlands auf der Antarktischen Halbinsel. Er ragt 5 km südsüdöstlich des Manastir Peak, 6,9 km westlich des Dymcoff Crag, 8,7 km nordwestlich des Skilly Peak und 10,45 km südöstlich des Mount Quandary in den Ivanili Heights auf. Der Rogosch-Gletscher liegt nordöstlich und östlich von ihm.
Britische Wissenschaftler kartierten den Berg 1978. Die bulgarische Kommission für Antarktische Geographische Namen benannte ihn 2013 nach der Ortschaft Kumanowo im Nordosten Bulgariens.